# Har Adami
Har Adami (hebrejsky: הר אדמי) je vrch o nadmořské výšce 278 metrů v severním Izraeli, v Dolní Galileji.
Leží cca 9 kilometrů jihozápadně od centra města Tiberias. Má podobu výrazné terénní hrany, jejíž vrcholovou partii zaujímá zastavěné území obce Šarona. Terén v jejím okolí je velmi plochý, odlesněný a zemědělsky intenzivně využívaný. Východně odtud terén prudce podél zlomu spadá do údolí Bik'at Javne'el. Tam také podél severního okraje hory směřuje vádí Nachal Adami a na jižní straně je to vádí Nachal Šarona. Har Adami je součástí zlomového pásu, který dál k jihu pokračuje horou Har Javne'el.